# Peter Bohrer
Peter Paul Jakob Bohrer (* 31. Oktober 1956 in Niederhorbach) ist ein Generalleutnant der Luftwaffe der Bundeswehr außer Dienst. Er war in letzter Verwendung von 1. Oktober 2015 bis 1. Oktober 2019 Stellvertreter des Inspekteurs der Streitkräftebasis.

## Militärische Laufbahn

### Ausbildung und erste Verwendungen
Bohrer trat nach dem Abitur 1976 als Offizieranwärter in den Dienst der Bundeswehr. Von 1977 bis 1980 absolvierte er ein Studium der Wirtschafts- und Organisationswissenschaften, welches er als Diplom-Kaufmann abschloss. Im Anschluss daran war Oberleutnant Bohrer von 1981 bis 1988 zuerst als Transportoffizier und danach als Hauptmann und Staffelchef beim Jagdgeschwader 74 in Neuburg eingesetzt.

### Dienst als Stabsoffizier
Von 1988 bis 1990 absolvierte Bohrer den 33. Generalstabslehrgang der Luftwaffe an der Führungsakademie der Bundeswehr in Hamburg, wo er zum Offizier im Generalstabsdienst ausgebildet wurde, und wurde hiernach zum Major befördert. Nach der Stabsoffizierausbildung diente er von 1990 bis 1992 als Dezernatsleiter Logistische Grundsatzfragen beim Wehrbereichskommando III in Düsseldorf. Von 1992 bis 1995 war Bohrer im Ausland eingesetzt; er diente als stellvertretender Verteidigungsattaché an der deutschen Botschaft in Moskau.
Zurück in Deutschland wurde er in das Bonner Bundesministerium der Verteidigung versetzt, wo Oberstleutnant Bohrer von 1996 bis 1998 als Referent für Grundsatzfragen der Materialwirtschaft im Führungsstab der Streitkräfte (FüS IV 1) diente. Von 1998 bis 1999 war er in Neubrandenburg als stellvertretender Kommandeur des Luftwaffenversorgungsregiments 5 eingesetzt.
Ab 1999 diente Bohrer wieder im Bundesministerium, diesmal in Berlin, wo er bis 2000 als Referent im Planungsstab unter der Leitung von Harald Kujat diente. Kujat, der im Juli 2000 zum Generalinspekteur der Bundeswehr ernannt wurde, nahm den zum Oberst beförderten Bohrer als Adjutanten mit. Nachdem Kujat 2002 durch Wolfgang Schneiderhan abgelöst worden war, wechselte Bohrer als Gruppenleiter Weiterentwicklung Logistik in das Streitkräfteunterstützungskommando nach Köln-Wahn, wo er bis 2004 unter dem Kommando von Ulf von Krause diente.
2004 kehrte Bohrer in das Ministerium nach Bonn zurück und diente ein Jahr lang als Büroleiter und Adjutant des beamteten Staatssekretärs Klaus-Günther Biederbick. Nach dessen Versetzung in den einstweiligen Ruhestand 2005 verblieb Bohrer im Amt und diente in gleicher Funktion bis 2007 Biederbicks Nachfolger auf dem Staatssekretärsposten, Peter Wichert.

### Dienst im Generalsrang
Zum 1. Juli 2007 übernahm Bohrer von Wolfgang Mössinger, unter Ernennung zum Brigadegeneral, schließlich im Führungsstab der Streitkräfte den Posten des Stabsabteilungsleiters IV Logistik. Diesen Dienstposten gab er an Winfried Zimmer ab. Nach der Versetzung von Manfred Nielson hat Bohrer zum 1. Juli 2010, als dessen Nachfolger, den Posten des Chefs des Stabes des Führungsstabs der Streitkräfte übernommen und wechselte im Zuge der Neuausrichtung der Bundeswehr am 1. Oktober 2012 in die Verwendung als Chef des Stabes im Kommando Streitkräftebasis. Diesen Posten behielt er bis zum 30. September 2015. Seitdem war er Stellvertreter des Inspekteurs der Streitkräftebasis; seit 1. Dezember 2015 im Range eines Generalleutnants. Zum 1. Oktober 2019 übergab er diesen Dienstposten an Generalleutnant Jürgen Weigt und trat nach 43 Dienstjahren in den Ruhestand.

## Weitere Mitgliedschaften
Mitglied im Präsidium der Deutschen Gesellschaft für Wehrtechnik (DWT).

## Privates
Bohrer ist verheiratet und hat zwei Töchter.